# Palazzo della Ragione (Pomposa)

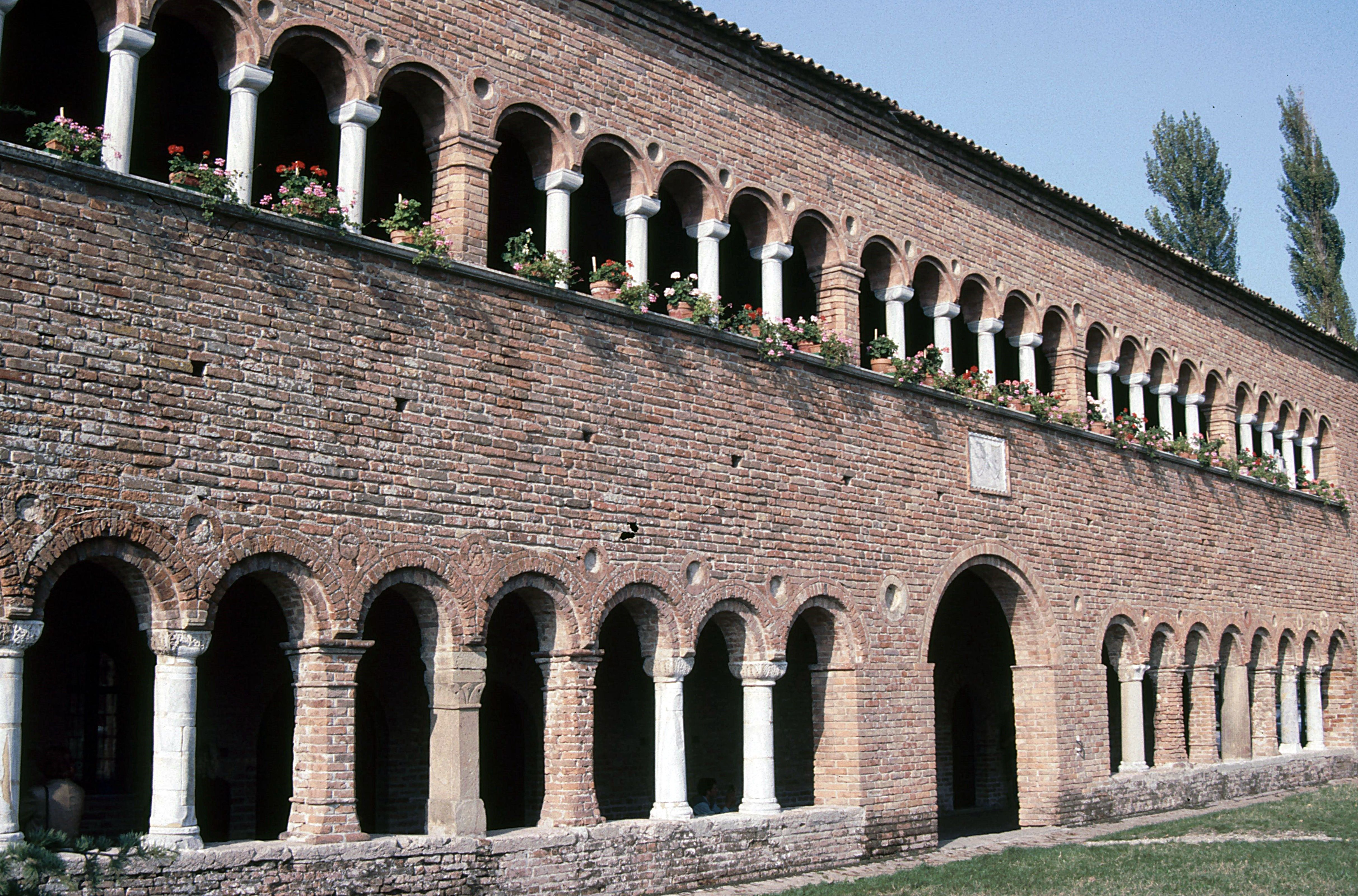
Palazzo della Ragione der Abtei Pomposa

Der Palazzo della Ragione liegt auf dem Gebiet der Gemeinde Codigoro in der italienischen Provinz Ferrara. Er schließt sich im Westen an die Abtei Pomposa an. Das Gebäude wurde Mitte des 11. Jahrhunderts errichtet. Es diente dem Abt des Klosters zur Ausübung der weltlichen Rechtsprechung.
Die Größe des Gebäudes sollte die feudale Macht der Abtei zum Ausdruck bringen. Die Schaufassade weist zwei Loggien auf. Die erdgeschossige ist die ältere, sie besitzt 16 rundbogige Arkaden mit einem gemauerten Bogen in der Mitte. Im Obergeschoss besteht die Loggia aus 25 gleichmäßig geformten Bögen. Diese werden von kleinen Säulen getragen, die ursprünglich von einem anderen Bauwerk stammen.
Die Wände, vor allem im Erdgeschoss, zeigen die Farbigkeit unterschiedlicher Backsteinziegel und die typische Verwendung von Majolikatellern.